# Sweet, Soft N' Lazy - The Exclusive Collection
Sweet, Soft N' Lazy - The Exclusive Collection est une compilation de la chanteuse belge Viktor Lazlo.

## Titres
1. Ansiedad (J. E. Sarabia Rodriguez) 4:06
2. Sweet, Soft N' Lazy (G. Cadiers / V. Lazlo / Cl. Bofane / V. Lazlo) 5:20
  - extrait de l'album She, 1985
3. Canoë rose (Ian Raven / Boris Bergman) 4:43
  - extrait de l'album She, 1985
4. Premier rôle (Boris Bergman / Charles Geurts / Marc Nocquet) 3:24
  - extrait de l'album Club désert, 1989
5. Manhattan (Fais-moi confiance) (J. Walravens / de la Croix - Delperdange) 4:05
6. Syracuse (Henri Salvador) 2:56
7. Quiet now (Jack van Poll) 3:16
  - extrait de l'album Club désert, 1989
8. Le grisbi (M. Lanjean / Jean Wiener) 3:17
  - extrait de l'album Club désert, 1989
9. Champagne and Wine (Silver van Holme / Danny de Laet) 2:43
  - extrait de l'album Viktor Lazlo, 1987
10. Hey baby cool (Pierre van Dormael / David Gistelinck) 3:34
  - extrait de l'album Viktor Lazlo, 1987
11. Ain't gonna come (Pierre van Dormael / Viktor Lazlo) 4:00
  - extrait de l'album She, 1985
12. In your arms (R. Schillebeeckx / J. Meeuwis) 4:10
  - extrait de l'album Viktor Lazlo, 1987
13. Das erste mal tat's noch weh (Les histoires d'amour) (S. Waggershausen / L. Deprijck) 4:32